# تپه شهر سوخته ۱۹۰
تپه شهر سوخته۱۹۰ مربوط به هزاره سوم قم است و در شهرستان زابل، بخش شیب آب، دهستان لوتک، روستای حومه شهر سوخته، ۱۲/۵ک متری جنوب شرقی پایگاه باستان‌شناسی شهر سوخته واقع شده و این اثر در تاریخ ۱۵ اسفند ۱۳۸۵ با شمارهٔ ثبت ۱۷۹۵۹ به‌عنوان یکی از آثار ملی ایران به ثبت رسیده است.